# Emilio Álvarez
Emilio Wálter Álvarez Silva (10. februar 1939 - 22. april 2010) var en uruguayansk fodboldspiller (forsvarer).
Álvarez spillede 18 kampe for det uruguayanske landshold. Han var en del af landets trup til både VM 1962 i Chile og VM 1966 i England. På klubplan spillede han elleve sæsoner hos Montevideo-storklubben Nacional, og vandt fire uruguayanske mesterskaber med klubben.